# Букмыж
Букмыж — упразднённая деревня в Тяжинском районе Кемеровской области России. На момент упразднения входила в состав Новомарьинского сельского поселения. Исключена из учётных данных в 1967 году.

## География
Деревня располагалась на левом берегу верхнего течения реки Албататка (приток реки Тяжин), на расстоянии приблизительно 5 км по прямой к северу от села Бороковка.

## История
Основана в 1907 году. По данным на 1926 году деревня состояла из 70 хозяйств. В административном отношении являлась центром Букмыжского сельсовета Итатского района Ачинского округа Сибирского края.
Решением ОИК № 778 от 27 декабря 1967 года деревня исключена из учётных данных.

## Население
По переписи 1926 г. в деревне проживало 325 человек (149 мужчин и 176 женщин), основное население — латгальцы.